# Сангар (фортифікація)
Сангар (перс. سنگر) — тимчасова укріплена позиція з бруствером, який спочатку будувався з каміння, а в сучасності будується з мішків з піском, габіонів або подібних матеріалів. Сангари зазвичай будуються на місцевості, де риття окопів є неможливим.
Сангар — це захищений сторожовий пост, зазвичай розташований по периметру бази, основна функція якого — забезпечити раннє попередження про ворожу/терористичну активність/напад з метою захисту сил як на території бази, так і тих, що дислокуються в межах видимості сангару.
Слово запозичене з гінді та пушту і походить від перського слова санг, «камінь».

## Використання
Термін спочатку використовувався армією британської Індії для опису невеликих тимчасових укріплених позицій на північно-західному кордоні та в Афганістані. Широко використовувався британцями під час Італійської кампанії Другої світової війни. Термін також використовується Британськими королівськими військово-повітряними силами для опису укріплених сторожових позицій на аеродромах.

Сангар — це захищений сторожовий пост, зазвичай розташований по периметру бази. Його основна функція — забезпечити раннє попередження про ворожу/терористичну активність/напад з метою захисту сил як на території бази, так і тих, що дислокуються в межах видимості сангару.

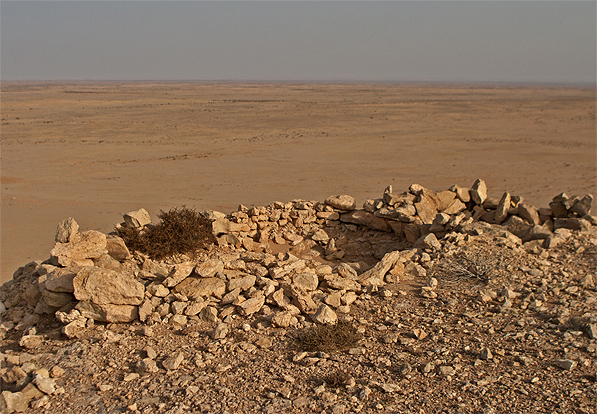
Сангар часів конфлікту в Західній Сахарі, 1980-і роки
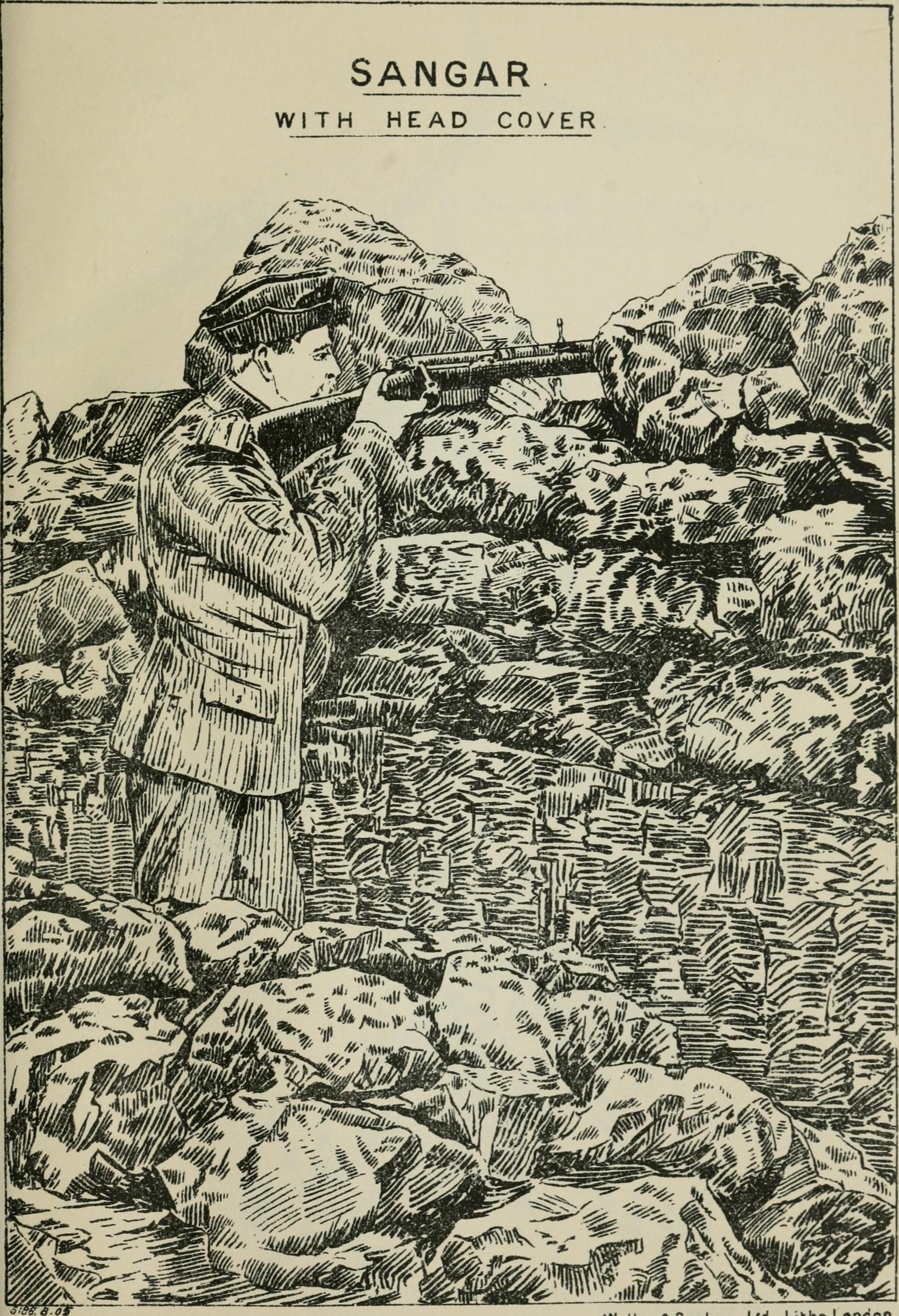
Ілюстрація з «Посібника з військової інженерії» (1905)